# Meridiano 7 W
O Meridiano 7 W é um meridiano que, partindo do Polo Norte, atravessa o Oceano Ártico, Oceano Atlântico, Europa, África, Oceano Antártico, Antártida e chega ao Polo Sul. Forma um círculo máximo com o Meridiano 173 E.
Começando no Polo Norte, tem os seguintes cruzamentos:
| País, território ou mar | Notas                                                         |
| ----------------------- | ------------------------------------------------------------- |
| Oceano Ártico           |                                                               |
| Ilhas Feroé             | Ilhas Eysturoy, Streymoy e Koltur                             |
| Oceano Atlântico        | Passa a oeste das ilhas Sandoy e Suðuroy, Ilhas Feroé         |
| Reino Unido             | Escócia - Lewis, Taransay e Harris                            |
| O Pequeno Minch         |                                                               |
| Mar das Hébridas        | Passa a oeste da ilha de Tiree, Escócia, Reino Unido          |
| Oceano Atlântico        |                                                               |
| Irlanda                 | Península de Inishowen                                        |
| Lough Foyle             |                                                               |
| Reino Unido             | Irlanda do Norte                                              |
| Irlanda                 |                                                               |
| Oceano Atlântico        | Mar Celta Baía da Biscaia                                     |
| Espanha                 |                                                               |
| Portugal                | Cruza território português entre Vinhais e a Serra da Malcata |
| Espanha                 | Cerca de 11 km                                                |
| Portugal                | Cruza território português no concelho de Idanha-a-Nova       |
| Espanha                 |                                                               |
| Portugal                | Passa a leste de Campo Maior                                  |
| Espanha                 | Passa a oeste de Badajoz                                      |
| Portugal                | Passa nos concelhos de Barrancos e Moura                      |
| Espanha                 | Passa a oeste de Huelva e Punta Umbría                        |
| Oceano Atlântico        |                                                               |
| Marrocos                | Passa a oeste de Rabat                                        |
| Argélia                 |                                                               |
| Mauritânia              |                                                               |
| Mali                    |                                                               |
| Costa do Marfim         |                                                               |
| Oceano Atlântico        |                                                               |
| Oceano Antártico        |                                                               |
| Antártida               | Terra da Rainha Maud, reclamada pela Noruega                  |